# タルス
株式会社タルスは、日本のTV・映画・ビデオなどの音響効果会社。

## 沿革
- 1994年11月1日サウンドプロ企画から派生。
- 稲村淳・古川直樹・岩田匡司でスタート
- 社名TALSはTokyo Army of Love Soundsの略称

## 所在地
〒105-0004

東京都港区新橋６−１２−８三沢ビル６階

## 所属スタッフ（音響効果）
- 稲村淳
- 古川直樹
- 舟生孝太郎
- 小平英司

## 元所属スタッフ
- 岩田匡司（他業種へ転職）
- 加藤つよし（ランブル・ビー設立）